# Asesinato de Andréi Kárlov
En la noche del 19 de diciembre de 2016, fue asesinado el embajador ruso en Turquía, Andréi Kárlov, en una exposición de arte en Ankara, Turquía. El asesinato tuvo lugar después de varios días de protestas en Turquía contra la intervención de Rusia en la Guerra Civil Siria y la batalla de Alepo, aunque los gobiernos ruso y turco habían estado negociando un alto el fuego.

## Antecedentes y motivos
Funcionarios rusos y turcos han mantenido conversaciones sobre la intermediación de un alto el fuego en Siria durante la evacuación de Alepo. Rusia, Turquía e Irán planeaban reunirse para negociar un acuerdo sobre la Guerra Civil Siria que excluiría a los Estados Unidos.
El asesino mismo gritó «No olviden a Alepo, no olviden a Siria» tanto en turco como en árabe. El presidente turco Recep Tayyip Erdoğan declaró que el tiroteo fue diseñado para interrumpir el descongelamiento de las relaciones entre Rusia y Turquía. The New York Times sugirió que un posible motivo sería la venganza por el ataque de la Fuerza Aérea de Rusia contra las zonas controladas por los rebeldes en Alepo.
Las motivaciones para el ataque siguen sin estar claras. Aunque aparentemente es un acto de violencia contra la participación militar rusa en Alepo como parte de la Guerra Civil Siria, algunos sospechan que el extremismo islámico o la rusofobia son la causa del ataque. Alegaciones de participación de la OTAN han circulado entre funcionarios y comentaristas del gobierno, así como de la participación del Estado Islámico (EI) y de Al Qaeda en Siria; dos grupos a los cuales Turquía ha sido acusado de apoyar en el pasado. Según informes, las autoridades turcas investigan los vínculos de Altıntaş con el movimiento de Gülen; en un discurso, el presidente turco Recep Tayyip Erdoğan afirmó que el perpetrador era un miembro del FETÖ, un nombre con el que el gobierno turco denomina al movimiento. El ataque fue elogiado por las cuentas afiliadas de EI y Al Qaeda en las redes sociales. El 21 de diciembre, según algunos reportes, la coalición jihadista de origen sirio Jaish al-Fatah se adjudicaba el hecho. Las autoridades turcas y rusas no se han pronunciando sobre el reporte.

## Víctima
Nacido en Moscú, Andréi Gennadyevich Kárlov (1954-2016) fue educado en el Instituto Estatal de Relaciones Internacionales de Moscú y en la Academia Diplomática. Empezó su carrera con el gobierno en el Ministerio de Relaciones Exteriores de la Unión Soviética en 1976. Kárlov llegó a ocupar varios cargos diplomáticos en la embajada de Rusia en Corea del Norte. Había sido embajador de Rusia en Turquía desde julio de 2013.
Kárlov es el cuarto embajador ruso en haber muerto en el cumplimiento de su deber, siendo el primero Aleksandr Griboyédov, asesinado en 1829 en Teherán. Piotr Vojkov, enviado soviético a Polonia, fue asesinado a tiros en Varsovia en 1927.

## Tiroteo
Kárlov había sido invitado a pronunciar un discurso en la inauguración de una exposición de fotografía turca de campos rusos. La exposición fue exhibida en el centro Cagdas Sanat Merkezi para las artes modernas en el distrito de Çankaya de Ankara.
Altıntaş entró en el vestíbulo usando su identificación policial, lo que llevó a los asistentes a la galería a creer que era uno de los guardaespaldas personales de Kárlov. Kárlov había comenzado su discurso cuando Altıntaş disparó un tiro en el aire, antes de dar el saludo del tawhid y disparar varios disparos al embajador ruso por detrás, hiriéndolo fatalmente e hiriendo a varias otras personas.
Después de haber disparado a Kárlov, Altıntaş rodeó la sala y gritó en árabe y turco: «Al·lahu-àkbar (Dios es grande). No se olviden de Alepo, no se olviden de Siria». Altıntaş fue posteriormente abatido por las fuerzas de seguridad turcas. Kárlov fue llevado de urgencia al hospital, pero murió por sus heridas.

## Perpetrador
El asesino fue identificado como Mevlüt Mert Altıntaş (24 de junio de 1994-19 de diciembre de 2016), un policía turco fuera de servicio de 22 años de edad. Altıntaş creció en una familia secular de la ciudad de Söke de la provincia de Aydın en la región del Egeo de Turquía occidental. Se graduó de la Escuela de Policía de İzmir en 2014. Un periódico turco informó que fue suspendido a principios de octubre por su supuesta participación en el intento de golpe de Estado de Turquía de 2016, pero regresó al servicio a mediados de noviembre. El presidente turco Recep Tayyip Erdoğan identificó al asesino como miembro de la policía antidisturbios de Ankara.

## Consecuencias
Al día siguiente, las autoridades turcas detuvieron a varios miembros de la familia de Altıntaş en su provincia natal de Aydin, así como a su compañero de piso en Ankara. El ministro de Asuntos Exteriores de Rusia, Serguéi Lavrov, también confirmó que un equipo de investigación ruso debía llegar a Turquía el 20 de diciembre para ayudar con la investigación.

## Reacciones

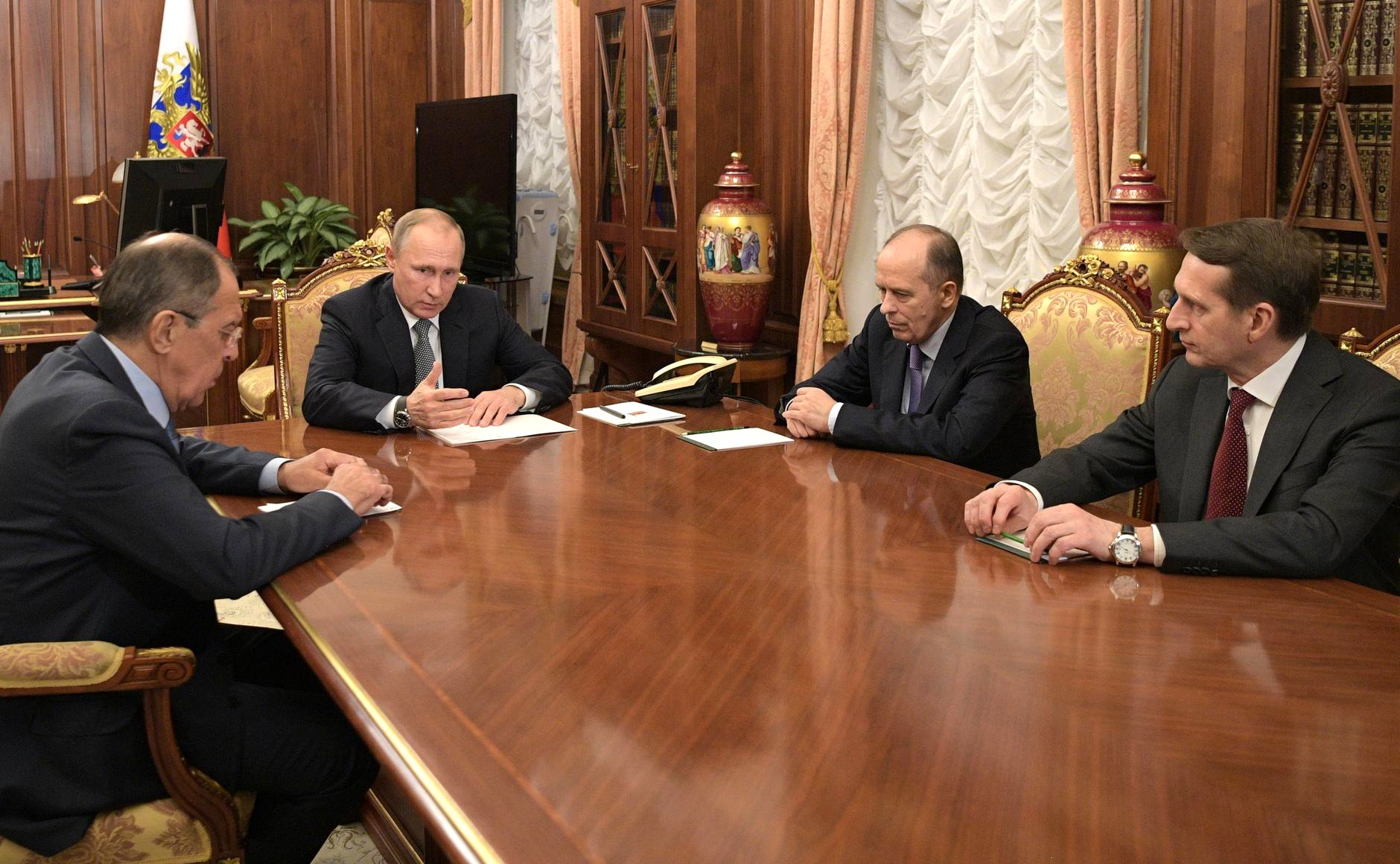
El presidente de Rusia Vladímir Putin discutiendo contramedidas después del asesinato.

Muchos gobiernos y jefes de Estado enviaron sus condolencias a la familia de Kárlov y al pueblo ruso en general.
La embajada de Rusia en Montevideo, Uruguay, abrió un libro de condolencias por el asesinato.

### Reacción turca
En Turquía, el presidente Recep Tayyip Erdoğan dijo en un mensaje en video que «las relaciones Turquía-Rusia son vitales para la región y que aquellos que pretenden dañar los lazos no van a lograr sus objetivos», después de hablar con el presidente ruso Vladímir Putin, «ambos convinieron que el asesinato del embajador de Rusia en Ankara por un pistolero era un acto de provocación de los que buscan dañar relaciones de nuestros países». La cancillería turca se comprometió a no escatimar esfuerzos para no permitir que «este ataque echara una sombra sobre la amistad turco-rusa». El ministro turco de Relaciones Exteriores, Mevlüt Çavuşoğlu, anunció que la calle en la que se encuentra la embajada rusa llevaría el nombre del embajador.

### Reacción rusa
La portavoz del Ministerio de Relaciones Exteriores de Rusia, María Zajárova, dijo: «El terrorismo no pasará, lucharemos de manera decisiva». Por su parte, Putin dijo que «el asesinato del embajador de Rusia en Turquía fue una provocación para tratar de estropear los vínculos entre Rusia y Turquía y descarrilar los intentos de Moscú de encontrar, con Irán y Turquía, una solución para la crisis de Siria». También ordenó el aumento de las medidas de seguridad en las embajadas de Rusia en todo el mundo, y declaró que «tenemos que saber quién guio la mano del asesino».